# Сжатие текстур
Сжатие текстур или Компрессия текстур (англ. Texture compression) — это технология сжатия изображения, визуально отображающее совокупность свойств поверхности какого-либо объекта, предназначенное для хранения текстурного атласа в 3D компьютерной графике систем визуализации. В отличие от обычных алгоритмов сжатия изображений, алгоритмы сжатия текстур оптимизированы для случайного доступа.
Для методов сжатия данных текстурных карт, существенны два требования: сжатие практически без потери качества и обработка данных «на лету» в процессе преобразования и наложения текстур.

## Параметры сжатия текстур
В основополагающей работе на сжатие текстур, Beers, Agrawala and Chaddha указали четыре особенности, которые имеют тенденцию к дифференциации сжатия текстуры в отличие от других методов сжатия изображения.
Особенности сжатия текстур:
Скорость декодирования (англ. Decoding Speed)Желательно иметь быструю декомпрессию, непосредственно из сжатых данных текстуры, чтобы не воздействовать на производительность визуализации.
Произвольный доступ (англ. Random Access)Визуализация будет затруднена без предсказания порядка доступа текселей, то есть любая схема сжатия текстур должна позволить быстрый произвольный доступ к декомпрессированным данным текстуры.
Степень сжатия (англ. Compression Rate) и Визуальное качество (англ. Visual Quality)В системе рендеринга сжатие с потерями может быть более терпимым, чем для других случаев применения.
Скорость кодирования (англ. Encoding Speed)

## Продукция и разработки
Некоторые примеры систем сжатия текстур:
- S3TC/DXTC
- FXT1
- VTC (Volume Texture Compression)
- PVRTC
- Ericsson Texture Compression
- Adaptive Scalable Texture Compression